# Литвин Леонід Єгорович
Леоні́д Єго́рович Литви́н (22 серпня 1943, Ощів, Горохівський район, Волинська область) — Заслужений художник України, член НСХУ. Працює у галузі станкового та монументального живопису.

## Біографічні відомості
Народився в серпні 1943го в селі Ощів, згодом його сім'я переїхала до Луцька. У 1952 році був зарахований у середню школу № 2, в місті Луцьку. 1959 року вступив до Львівського училища декоративного та прикладного мистецтва ім. Івана Труша.
Так склалися обставини, що у 1963 році він поїхав до Північної Росії, де працював робітником в ліспромхозі села Кодіно Архангельської області.
У 1963 був призваний на військову службу у морфлот. Чотири роки він відслужив на Балтійському та Північному флотах.
У 1967 році закінчив службу та повернувся до Львова, щоб завершити навчання в училищі, яке дало йому фундаментальні знання.
Педагоги з фаху: В. М. Єлізаров, М. В. Ткаченко, М. І. Єршов, В. А. Овсійчук, Л. І. Лесюк, Д. П. Крвавич.
Був зарахований до Молодіжного об'єднання при Спілці художників.
Прийшовши на роботу у художній фонд Луцька, у якому працювало чимало іменитих художників, членів НСХУ, вже на практиці став стверджуватись як живописець, беручи участь в усіх вернісажах, організованих фондом.
З 1968 року Литвин бере активну участь в республіканських та всеукраїнських виставках.
З 1990 член НСХУ.
Художник є автором багатьох монументальних розписів та мозаїк різноманітних громадських споруд м. Луцька.

## Основні станкові твори
1972 — Давня Русь;
1979 — Весна рідного міста;
1981 — Волинський натюрморт;
1982 — Дівчина в карнавальному костюмі;
1985 — Предки;
1989 — Мати і дитина;
1991 — серія «Нечиста сила»;
1993 — Землетрус;
1994 — Пейзаж з вулканом, та багато інших.

## Творчість
Леонід Литвин — яскравий представник львівської художньої школи. Працює митець у галузі станкового та монументального живопису.
У його творчому доробку багато великих за розміром тематичних картин, в яких постають події Другої світової війни, повоєнної відбудови рідного міста Луцька, роки, проведені на флоті, історія України.
В портретах Литвин найчастіше зображує своїх сучасників — учасників Другої світової війни, діячів культури, спортсменів. Вони відзначаються майстерною передачею зовнішніх рис зображуваних і їх внутрішнього стану.
Одним з найулюбленіших жанрів митця є пейзажі, яких він написав чимало. Це краєвиди Луцька, його околиць, величність Карпат, ліризм Чернігівщини, де художник бував у творчих відрядженнях. Серед них і річка Снов.
Дуже ефектні у Литвина натюрморти.

## Джерело
- НСХУ [Архівовано 16 грудня 2013 у Wayback Machine.]
- Твори художника [Архівовано 21 листопада 2016 у Wayback Machine.]